# Циклы Шмихулы
Циклы Шмихулы — долгосрочные циклы технологического прогресса, являющиеся частью долгосрочных экономических волн. Они являются ключевым понятием теории технологического прогресса словацкого политолога Даниэля Шмихулы.

## Характеристика теории
Теория циклов технологических революций Даниэля Шмихулы заключается в том, что главные технологические инновации происходят не постоянно, а посредством особых циклов, и временные интервалы этих циклов сокращаются из-за технического прогресса.

Период времени с наиболее высокой концентрацией технологических новшеств обозначается «технологической революцией». Период технологической революции (этап инноваций) соотносится с фазой начала экономического роста. Когда появляются новые технологии, доказавшие свою пригодность на практике, происходит временное сокращение новых технологических разработок, так как в этот период делается упор на максимальное практическое применение уже существующих технологий. Этот период обозначается как этап применения. Этот этап связан с периодом экономического роста и, возможно, даже экономическим бумом. Однако в определенный момент прибыльность (соотношение прибыли и цены) новых технологий снижается до уровня технологий предыдущего поколения. Рынки насыщены технологическими продуктами, а новые капиталовложения в этот изначально новый сектор не принесут прибыли выше средней. В этот момент начинается кризис, который подталкивает к новым технологическим исследованиям. Таким образом, этап стагнации и кризис преодолеваются новой технологической революцией с новыми технологиями, которые оживят экономику. И эта новая технологическая революция — начало новой волны.
Внутренняя структура каждой длинной волны такова:
- этап инноваций — технологическая революция (начало экономического роста после кризиса, конца предыдущей волны);
- этап применения (экономический бум);
- этап стагнации — насыщение экономики и общества инновациями (экономический кризис).

## Технологические революции
Согласно теории Шмихулы, технологические революции являются главным двигателем экономического развития, и, следовательно, долгосрочные экономические циклы зависят от волн технологических инноваций. Шмихула определил шесть циклов технологических инноваций современной эпохи, начатых технологическими революциями (одна из них — гипотетическая революция в ближайшем будущем). Также, он выделил подобные циклы в предсовременной эпохе.
Технологические циклы предсовременной эпохи:
| Цикл | Период             | Технологическая революция                       | Наиболее важные инновации |
| ---- | ------------------ | ----------------------------------------------- | --- |
| 1    | 1900—1100 до н. э. | Индоевропейская технологическая революция       | Коневодство, обработка железа |
| 2    | 700—200 до н. э.   | Кельтская и греческая технологическая революция | Железные инструменты и оружие, античная греческая цивилизация                                                                     |
| 3    | 300—700 н. э.      | Германо-славянская технологическая революция    | Двухпольное система земледелия, использование тяжелого плуга, использования конских стремян                                       |
| 4    | 930—1200           | Средневековая технологическая революция         | Трехпольная система земледелия, подковывание лошадей, водные и ветряные мельницы, удобрения                                       |
| 5    | 1340—1470          | Технологическая революция эпохи ренессанса      | Огнестрельное оружие, доменная печь, книгопечатние подвижными литерами, часы, астролябия, компас, великие географические открытия |

Технологические циклы современной эпохи:
| Цикл | Период        | Технологическая революция                                    | Лидирующие сектора экономики |
| ---- | ------------- | ------------------------------------------------------------ | --- |
| 1    | 1600—1740     | Финансово-агрокультурная революция                           | Финансы, сельское хозяйство, торговля                                                                                           |
| 2    | 1780—1840     | Индустриальная революция                                     | Текстиль, железо, уголь, железные дороги, каналы                                                                                |
| 3    | 1880—1920     | Техническая революция                                        | Химия, электротехническая промышленность, машиностроение                                                                        |
| 4    | 1940—1970     | Научно-техническая революция                                 | Авиационная промышленность, ядерная промышленность, космонавтика, синтетические материалы, нефтяная промышленность, кибернетика |
| 5    | 1985—2000     | Информационная и телекоммуникационная революция              | Телекоммуникации, кибернетика, информатика, интернет                                                                            |
| 6    | 2015—2025 (?) | Гипотетическая пост-информационная технологическая революция | Биомедицина, нанотехнологии, альтернативные виды топлива                                                                        |

Теория Шмихулы технологических революций популярна среди сторонников теории длинных экономических волн (например, циклов Кондратьева) и среди ученых, которые полагают, что экономический кризис в 2007—2012 годах был результатом технологического застоя.

## Критика теории
Данная теория имеет ту же проблему, что и другие теории длинного цикла — иногда её трудно обосновать точными данными, в связи с отсутствием необходимых и достаточных статистических данных, а потенциальная долгосрочная кривая всегда изменяется под влиянием других кратковременных или более масштабных факторов, поэтому ее курс всегда лишь довольно абстрактная реконструкция. Кроме того, идея концентрации наиболее важных нововведений в определенные периоды времени представляется логичной, но ее проверка зависит от весьма субъективного определения «наиболее важных» технологических инноваций. Теория циклов Шмихулы более популярна в России, Бразилии и Индии, чем в Европе.